# Rocketdyne F-1
Rocketdyne F-1 – jednokomorowy silnik rakietowy zaprojektowany przez Rocketdyne dla Centrum Lotów Kosmicznych imienia George'a C. Marshalla i używany w rakiecie Saturn V (stworzonej na potrzeby amerykańskiego programu Apollo). W pierwszym stopniu rakiety Saturn (S-IC) zastosowano pięć takich silników.
F-1 jest najsilniejszym jednokomorowym silnikiem rakietowym, jaki do tej pory udało się 
skonstruować. Czterokomorowy radziecki silnik RD-170 jest jedynym, który przewyższa go siłą ciągu.
Pierwszy raz silnik został wykorzystany w misji Apollo 4, ostatni raz został użyty do wyniesienia na orbitę stacji kosmicznej Skylab. Podczas wszystkich 13 lotów, w których użyto w sumie 65 egzemplarzy silnika F-1 nie odnotowano awarii.